# Tse Ying Suet
Tse Ying Suet (en xinès: 謝影雪, n. 9 nov 1991) és una esportista de Hong Kong que competeix en bàdminton en la categoria de dobles. Va guanyar el campió de dobles femení en el 2012 Japan Super Series amb Poon Lok Yan en vèncer 4 parelles del Japó consecutivament.